# Vicente Aguirre
Vicente Aguirre (Rosario, 22 de enero de 1901-Santa Fe, 11 de junio de 1990) fue un futbolista argentino, muy destacado en la historia del Club Atlético Central Córdoba y  Newell's Old Boys, muy recordado por los años veinte y treinta por su capacidad goleadora, habilidad y destreza para el fútbol. Es el padre de Oscar Vicente Aguirre.

## Carrera
En 1916, cuando contaba con quince años de edad, comenzó a jugar al fútbol en las divisiones inferiores de Rosario Central. Primero integró el equipo de cuarta división y luego, en 1917, se consagró campeón del torneo de tercera división. En el partido final de dicha categoría, Aguirre señaló dos goles en el tiempo suplementario que le dieron la victoria a su equipo por 3 a 1 ante Gimnasia y Esgrima.
En Rosario Central llegó a jugar sólo un partido en primera. Esto se dio en la Copa Nicasio Vila 1917, en el triunfo auriazul por 7 a 1 frente al Club Provincial. Esa tarde del domingo 6 de mayo se desempeñó en su puesto de insider izquierdo. Los goles canallas fueron señalados por Harry Hayes (4), Ennis Hayes (2), y  José Clarke. Aquel año, Rosario Central obtuvo ese campeonato de Primera División, y Aguirre se dio el gusto de formar parte del mismo.
En 1919, ante la falta de oportunidades en el club auriazul, pasó a Central Córdoba. Siendo jugador del equipo charrúa integró en 4 oportunidades la Selección Nacional, conquistando con ella 4 goles, tres de ellos en un mismo partido en Montevideo (Copa América) de 1923, cuando Argentina derrotó a Paraguay por 4 a 3.
Integró el combinado rosarino en muchísimas oportunidades. Fue campeón en dos ocasiones con Central Córdoba en los campeonatos de la Asociación Rosarina de Fútbol y en una oportunidad en  Newell's Old Boys. Con los charrúas ganó el Torneo Preparación de 1931 y el Torneo Gobernador Luciano Molinas en 1932, siendo estos los 2 primeros títulos oficiales de la historia del club.

## Palmarés

### Torneos regionales oficiales

#### Con Rosario Central
- Copa Nicasio Vila (1): 1917

#### Con Newells Old Boys
- Copa Estímulo (1): 1925

#### Con Central Córdoba
- Torneo Preparación (1): 1931
- Torneo Gobernador Luciano Molinas (1): 1932

### Distinciones individuales
- Goleador Copa América (1): Campeonato Sudamericano 1923, con la Selección de fútbol de Argentina con tres tantos.

- Datos: Q4011117